# Jordi Martí Grau
Jordi Martí Grau (Barcelona, 1965) és un gestor cultural i polític català, secretari d'Estat de Cultura des de novembre de 2023 amb l'equip d'Ernest Urtasun.

## Trajectòria
Es va llicenciar en Ciències de l'Educació.
Va ser coordinador del pla estratègic de cultura de l'Ajuntament de Barcelona entre el 1996 i el 1999, i gerent de l'Institut de Cultura de Barcelona entre el 1999 i el 2013. També va ser delegat de l'Ajuntament de Barcelona entre 2007 i 2011.
Candidat al número 7 de la llista de Partit dels Socialistes de Catalunya-Progrés Municipal (PSC-PM) per a les eleccions municipals de 2011 a Barcelona, va resultar elegit regidor de la corporació 2011-2015 de l'Ajuntament de Barcelona. Portaveu del Grup Municipal Socialista després de la sortida de Jordi Hereu, va renunciar a la seva acta de regidor el 9 de maig de 2014.
Després de quedar tercer en les primàries per seleccionar l'aspirant del partit a l'alcaldia de Barcelona, va abandonar el PSC i va passar a exercir com a portaveu d'una de les seves escissions sobiranistes, el Moviment d'Esquerres (MES).
El juny de 2015 va ser fitxat per l'alcaldessa Ada Colau com a gerent de l'Ajuntament. Inclòs com a candidat al número 5 de la llista de Barcelona en Comú-En Comú Guanyem per a les eleccions municipals de 2019 a Barcelona, va ser elegit regidor. Es va ocupar de les àrees de Presidència, Economia i Pressupost, a les quals hi va incorporar el 2021 la de Cultura, arran de la dimissió de Joan Subirats. Després de les eleccions generals de 2023 i la formació d'un nou govern presidit per Pedro Sánchez, fou nomenat secretari d'Estat de Cultura.